# 贝多芬广场
贝多芬广场（Beethovenplatz）是奥地利首都维也纳的一个广场，位于内城区（第1区）。
贝多芬广场的大部分区域被3700平方米的贝多芬公园占据，其中心是建于1880年的贝多芬纪念碑（Beethoven-Denkmal），系雕塑家卡斯帕·冯·祖布施（Caspar von Zumbusch）的作品，纪念德国作曲家路德维希·范·贝多芬（Ludwig van Beethoven）。

## 历史
此处在中世纪原为郊区。自16世纪以来，这里距离维也纳城墙约一个射程。1850年，并入维也纳市。

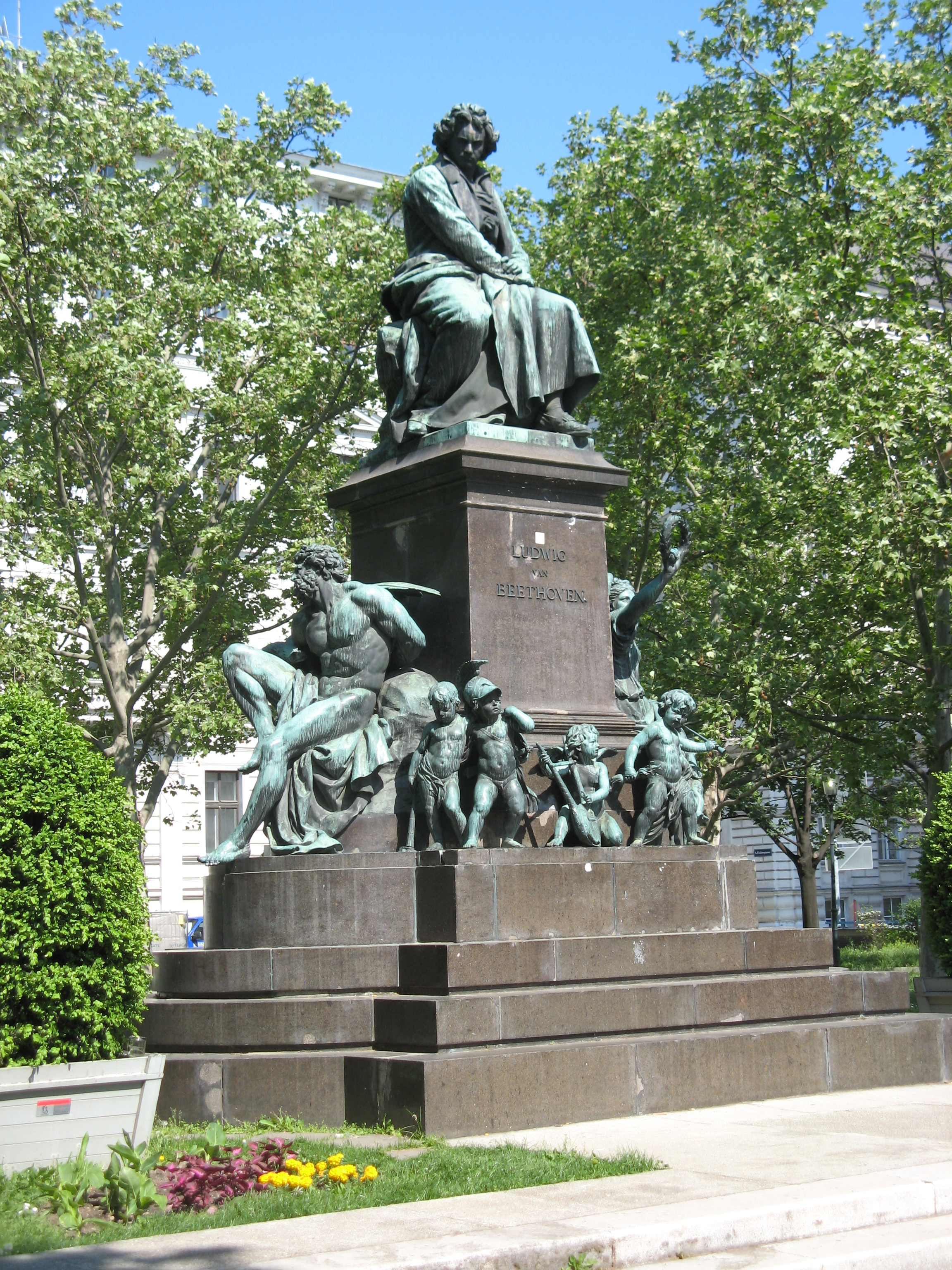
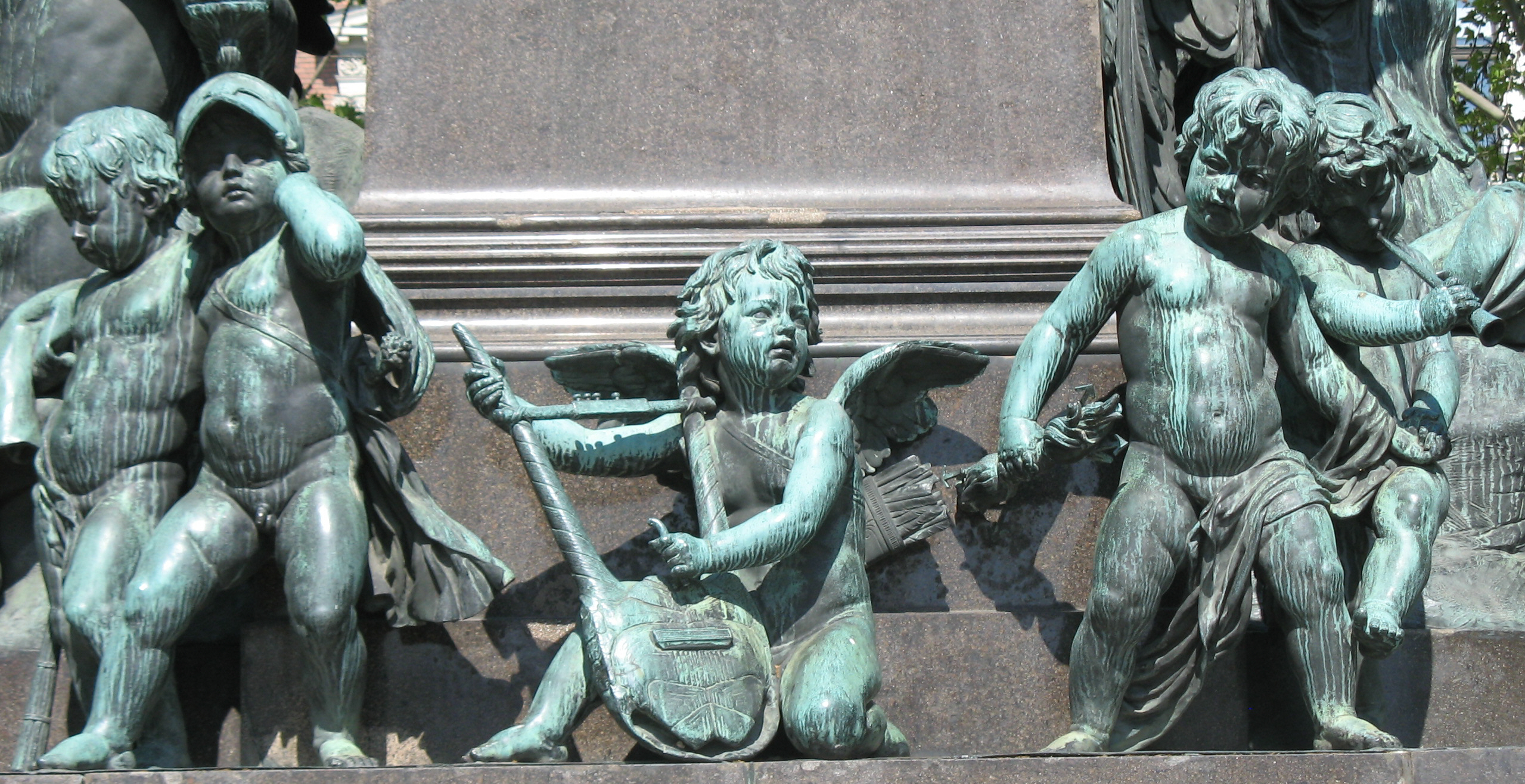
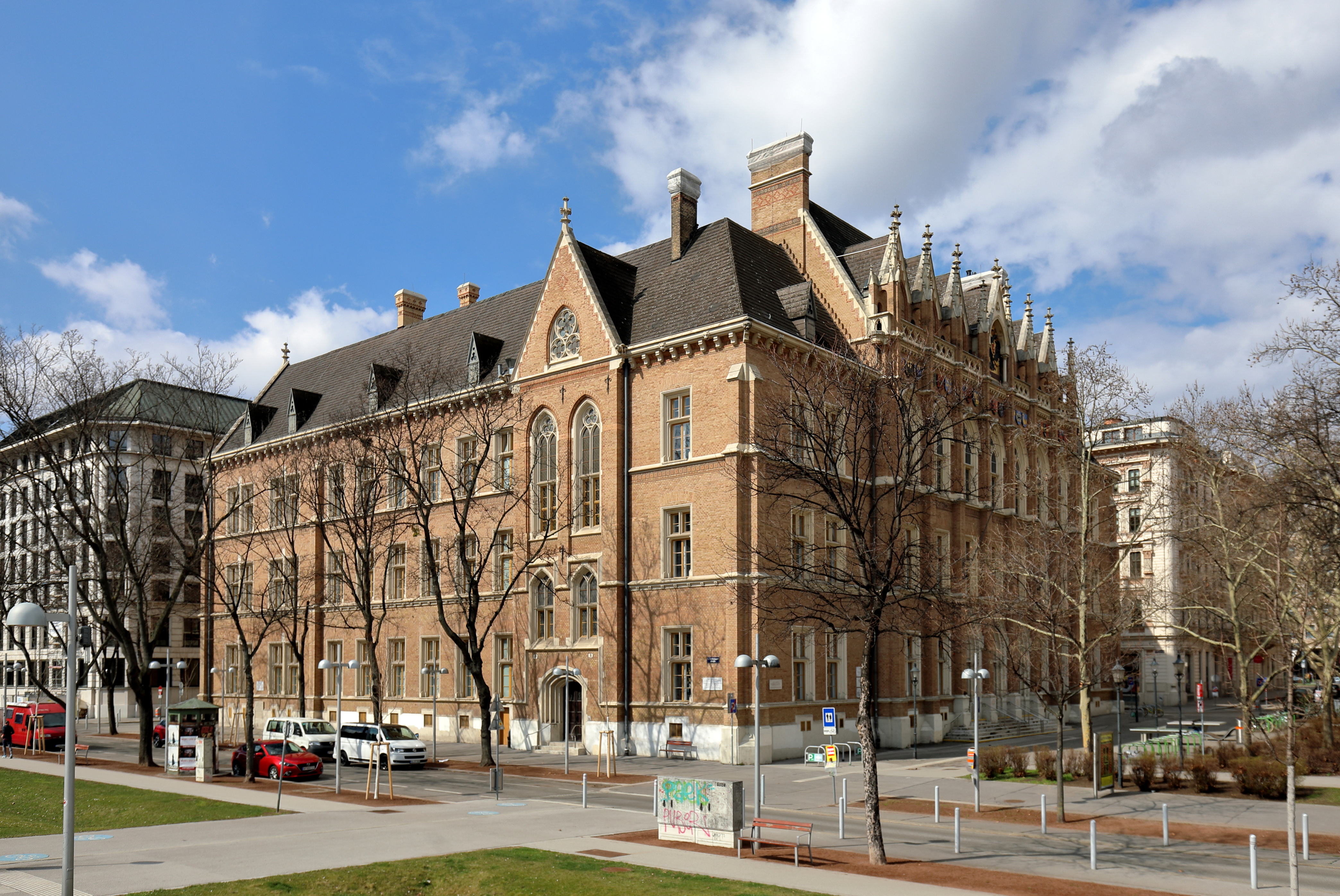
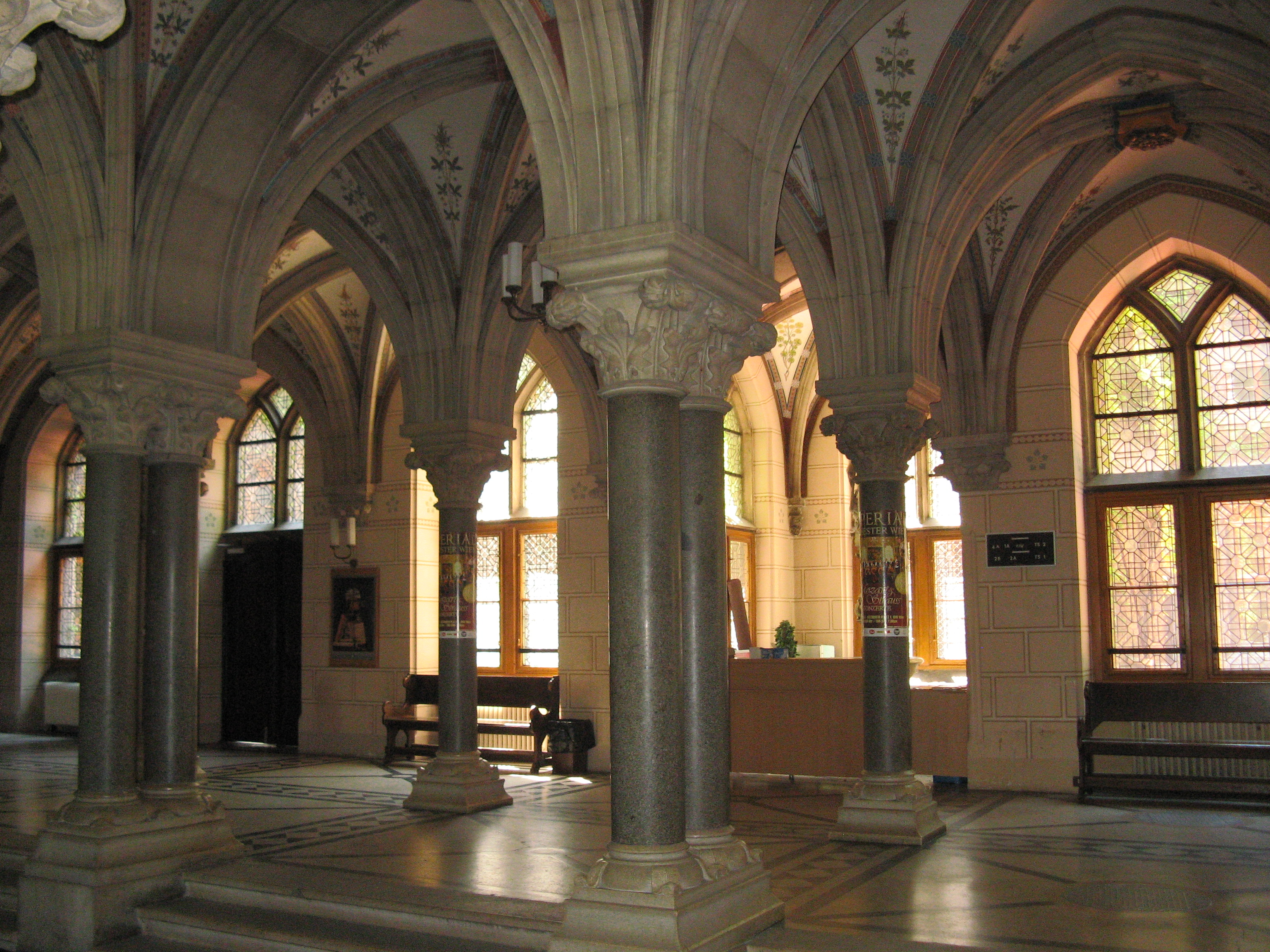
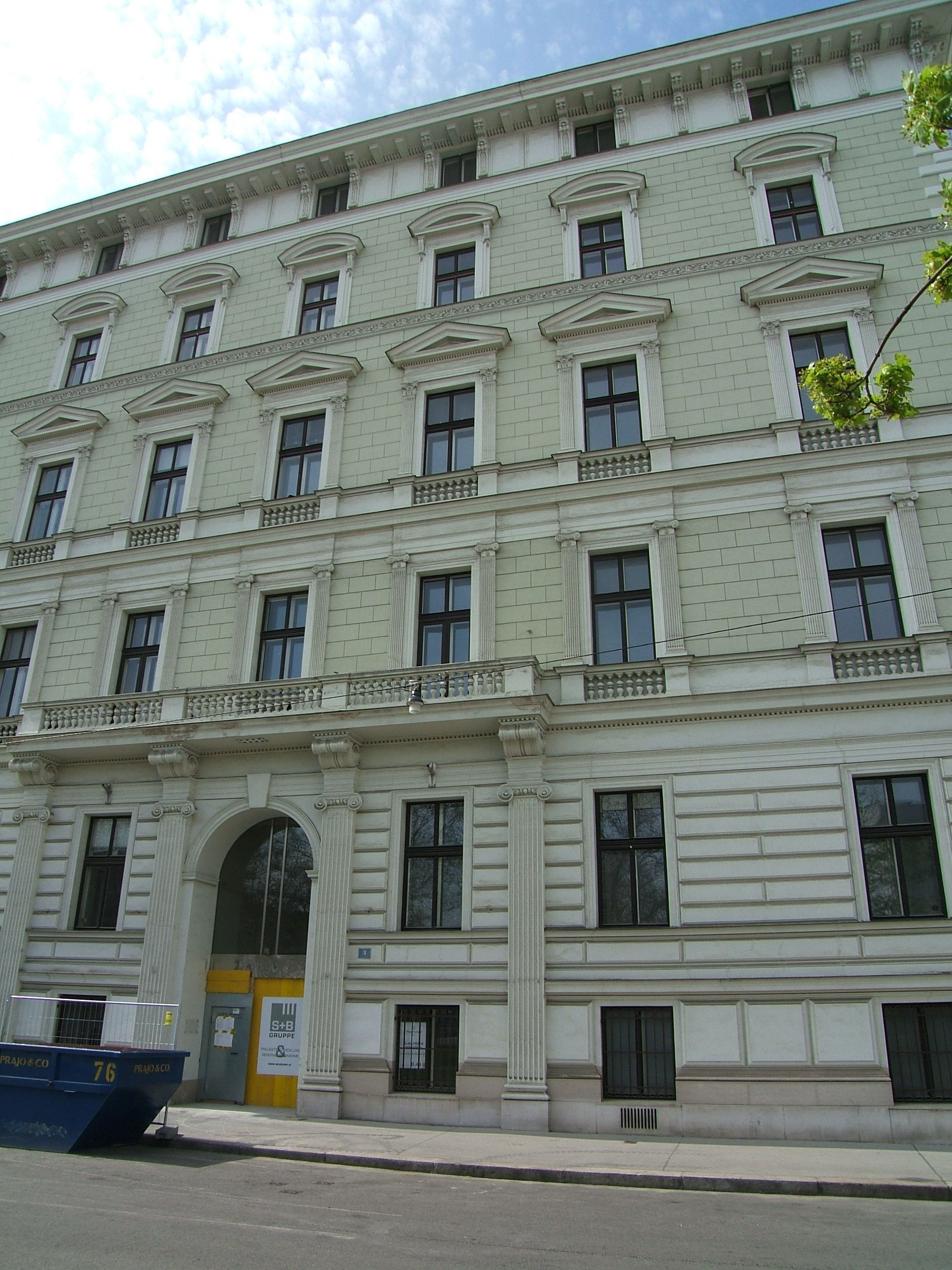